# Pavel Vanoušek
Pavel Vanoušek (22. května 1947 Děčín – 29. dubna 2021) byl český politik ČSSD, starosta Chebu a poslanec Parlamentu ČR za Karlovarský kraj.

## Vzdělání, profese a rodina
V letech 1965–1970 studoval chemii na Přírodovědecké fakultě Univerzity Karlovy. Po promoci nastoupil na Okresní hygienickou stanici v Chebu a pracoval v oddělení hygieny výživy, roku 1976 se stal vedoucím laboratoří. Od roku 1992 podnikal jako OSVČ.
Byl ženatý, měl dvě dospělé děti.

## Politická kariéra
V první polovině 90. let byl členem Občanského hnutí, respektive nástupnické formace Svobodní demokraté-Občanské hnutí. Do ČSSD vstoupil v roce 1997. V roce 2004 se stal předsedou místní organizace ČSSD v Chebu a rovněž členem Okresního výkonného výboru ČSSD v Chebu. V roce 2006 se uvádí jako člen Krajského výkonného výboru ČSSD v Karlovarském kraji a předseda komise životního prostředí při radě Karlovarského kraje.
Postupně zastával veřejné funkce na místní, regionální i celostátní úrovni. V komunálních volbách roku 1994 neúspěšně kandidoval do zastupitelstva města Cheb za SD-OH. V komunálních volbách roku 1998, komunálních volbách roku 2002, komunálních volbách roku 2006 a komunálních volbách roku 2010 byl do zastupitelstva zvolen již za ČSSD. Profesně se k roku 1998 uvádí jako chemik, následně k roku 2002 a 2006 coby místostarosta, v roce 2010 jako vedoucí laboratoře. Místostarostou Chebu se stal roku 2000 a zůstal jím do roku 2006.
V krajských volbách roku 2000 byl zvolen do Zastupitelstva Karlovarského kraje za ČSSD. Mandát krajského zastupitele obhájil v krajských volbách roku 2004.
Ve volbách roku 2006 získal mandát člena dolní komory českého parlamentu, kde se angažoval ve Výboru pro evropské záležitosti a ve Výboru pro životní prostředí. Ve sněmovně setrval do voleb roku 2010. V nich svůj mandát neobhajoval.
Místo toho byl lídrem vítězných sociálních demokratů v komunálních volbách v Chebu na podzim 2010. Dne 11. listopadu 2010 byl zvolen starostou města a v této funkci působil po jedno volební období do listopadu 2014.